# Château de l'Aigle
Ne doit pas être confondu avec Château de L'Aigle.
Le château de l'Aigle (en italien : Castello dell'Aquila) est une ancienne fortification médiévale située dans le hameau de Gragnola, une frazione de la commune de  Fivizzano, dans la province de Massa-Carrara en Toscane,.
Son nom vient probablement du fait qu'il domine le village médiéval de Gragnola, dans la région historique de la Lunigiana. Il a appartenu à l'une des branches de la Malaspina dello Spino Fiorito.

## Historique
L'origine du château est incertaine, il a probablement été érigé pour contrôler le réseau routier médiéval qui avait un point de passage à défendre dans la vallée en contrebas. De plus, de ce château, il est possible d'avoir une vue plongeante sur presque toute la Lunigiana.
Le déclin du marquisat des Malaspina entraîna l'abandon du château qui connut une lente dégradation et subit le tremblement de terre de 1920. Un particulier racheta les ruines et la restauration du château commença dès 1996.
C'est désormais un hôtel de luxe du nom de Castel dell'Aquila.

## Description
Aujourd'hui le château est une imposante structure de pierre d'un seul bâtiment comprenant un donjon et trois tours d'angle, dont une comporte la porte d'entrée. Il y a une cour intérieure surélevée et entourée d'une muraille à créneaux et contient un puits.

### Enigme historique
En 2004, lors de travaux de restauration, un squelette intact a été mis au jour. L'analyse au carbone 14 a révélé qu'il s'agissait d'un chevalier du XIVe siècle, tué par un carreau d'arbalète trouvé encore logé entre deux vertèbres cervicales au niveau de la gorge. Il est depuis le protagoniste d'études et de mémoires scientifiques qui l'ont rendu célèbre dans le monde de l'anthropologie et de la médecine légale. À l'intérieur du château se trouve un moulage du squelette, placé à l'endroit où il a été retrouvé.

## Galerie

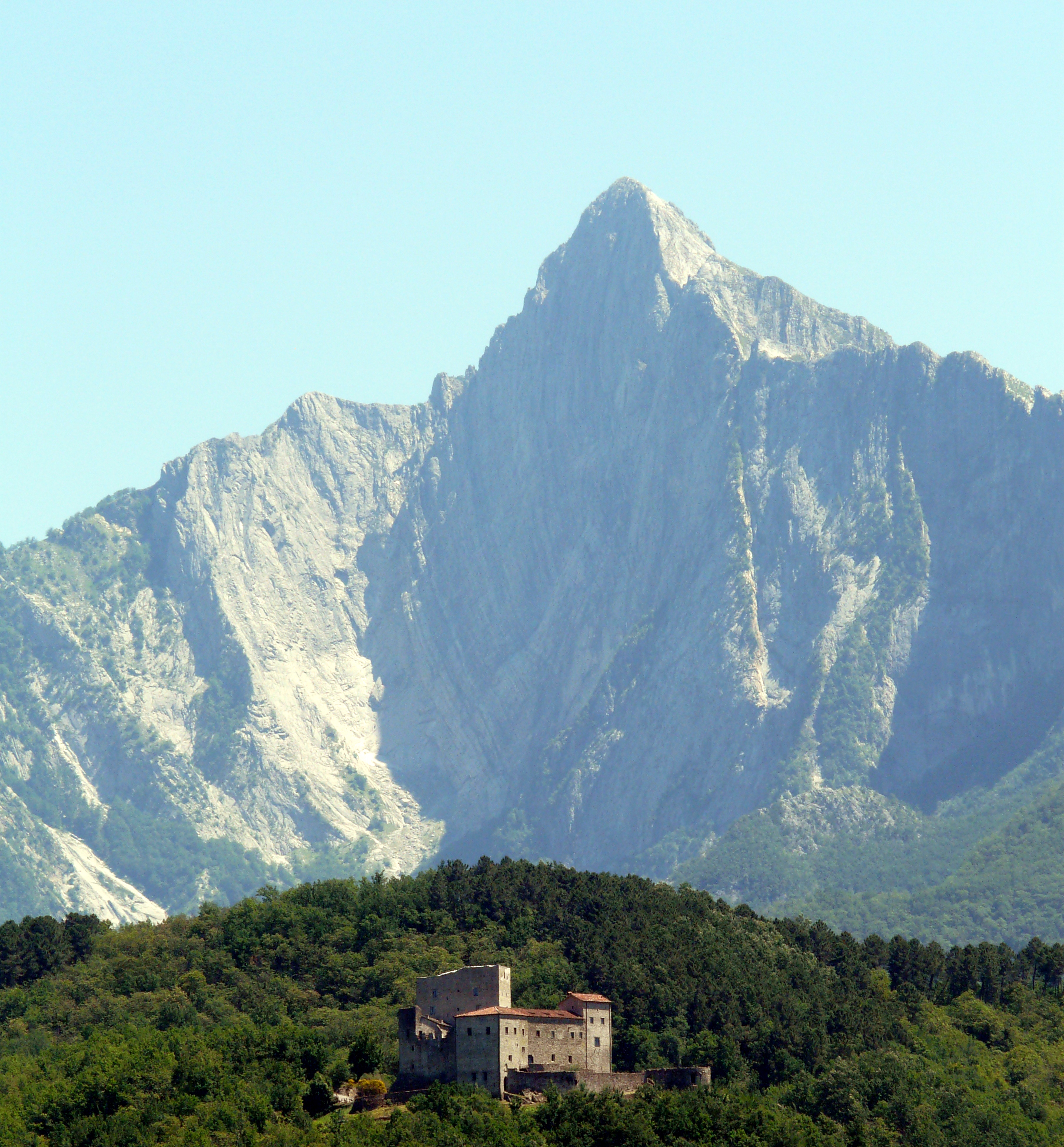
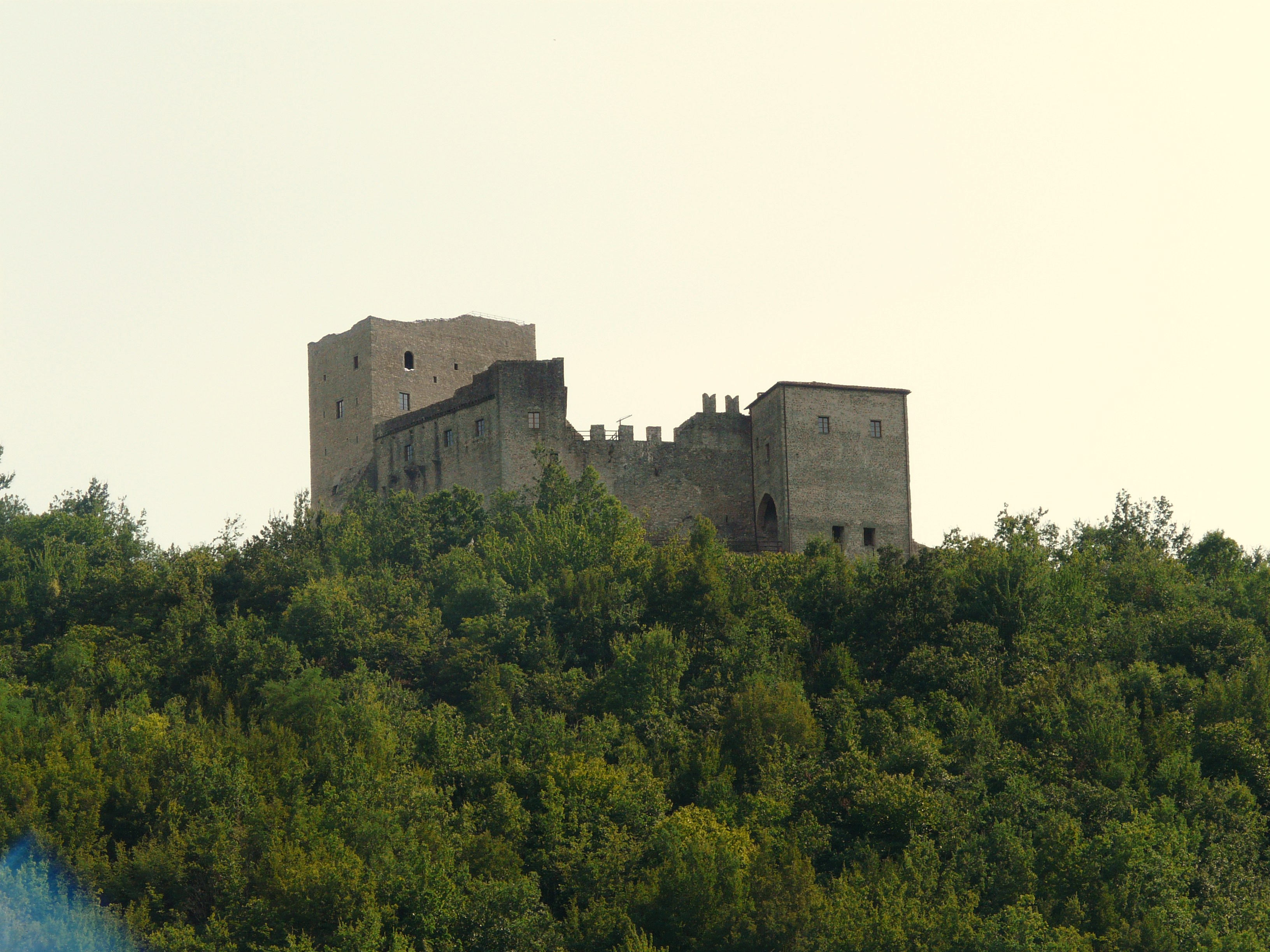